# Reteporellina hyperborea
Reteporellina hyperborea är en mossdjursart som beskrevs av Hayward 1994. Reteporellina hyperborea ingår i släktet Reteporellina och familjen Phidoloporidae. Inga underarter finns listade i Catalogue of Life.